# Koshantschikovius pensus
Koshantschikovius pensus är en skalbaggsart som beskrevs av Rudolph Petrovitz 1964. Koshantschikovius pensus ingår i släktet Koshantschikovius och familjen Aphodiidae. Inga underarter finns listade i Catalogue of Life.